# Elecciones municipales de Avellaneda de 1985
Las elecciones municipales de Avellaneda de 1985 se realizaron el domingo 3 de noviembre junto con las elecciones legislativas nacionales. En estos comicios, se renovó la mitad de los miembros del Concejo Deliberante y el Consejo Escolar de Avellaneda que fueron elegidos en sorteo después de las elecciones municipales de Avellaneda de 1983, esto debido a la última interrupción del orden constitucional.

## Candidaturas y Resultados
Se presentaron 13 partidos o alianzas políticas en estas elecciones y sus resultados electorales fueron
|  | 40.97 % |

|  | 20.29 % |

|  | 13.21 % |

|  | 12.21 % |

|  | 4.95 % |

|  | 2.59 % |

|  | 1.79 % |

|  | 1.10 % |

|  | 0.56 % |

|  | 0.38 % |

|  | 0.21 % |

|  | 0.18 % |

## Concejales y Consejeros Escolares electos
| Partido político                   | Concejales | Consejeros Escolares                                                       |
| ---------------------------------- | --- | -------------------------------------------------------------------------- |
| Unión Cívica Radical               | - Horacio José Seoane - Oscar Francisco Conde - Roberto Enrique Rial - Ernesto Raúl Graizman - Andrés Osvaldo Porini | - Nélida Margarita Etchegoyen - Angel Alfonso Caputo - Susana Alicia Rulli |
| Frente Renovador Justicialista     | - Renaldo Enrique Raimondi - Jorge Miguel Soriano - Gabriel Estanislao Arriola                                       |                                                                            |
| Frente Justicialista de Liberación | - Juan Luis Yocco - Leonardo Luis Lampedechia                                                                        |                                                                            |
| Partido Intransigente              | - Domingo J. Danzi - Delia Lucila Piso                                                                               |                                                                            |